# Шадрин, Владислав Ливериевич
Владисла́в Ливе́риевич (Ливерьевич) Ша́дрин (7 мая 1958, Нижний Тагил — 19 октября 2021, Москва) — советский и российский автор-исполнитель
 песен, музыкант, продюсер и художественный руководитель ансамбля «Зелёная лампа», в составе которого становился лауреатом Ильменского фестиваля (1997) и дважды — Грушинского (1995, 1998).

## Биография
Владислав Шадрин родился 7 мая 1958 в Нижнем Тагиле Свердловской области в семье металлурга Ливерия Васильевича и учительницы Нины Аггеевны Шадриных. В 1977 окончил горно-металлургический техникум имени Черепановых по специальности «Электрооборудование промышленных предприятий», с 1977 по 1979 служил в армии в окрестностях посёлка Сарыозек (Казахская ССР) в ракетных войсках — именно в это время написана песня «В шахте пусковой», после демобилизации с 1979 работал на Нижнетагильском металлургическом комбинате на блюминге «1500» бригадиром участка автоматики и телемеханики, секретарём комитета ВЛКСМ и секретарём Общества чешско-советской дружбы «Хеб — Нижний Тагил», а также мастером участка автоматики и телемеханики.
Творческой деятельностью занимался с 1972 года, написал более 300 песен. В 1985 окончил курсы при нижнетагильской музыкальной школе № 1 по классу гитары. Выступал в составе различных эстрадных музыкальных коллективов. В июне 1995 года вместе с Дмитрием Обу́ховым, Людмилой Белецкой и Анатолием Трегубом создал квартет «Зелёная лампа», который в том же году завоевал звание лауреата XXII Грушинского фестиваля.
В 1995—2001 — директор Центра творческой молодёжи «Зеленая лампа» (Нижний Тагил),
2001—2006 — директор Свердловского регионального общественного фонда «Семья — XXI век» (Екатеринбург), с 2006 — директор Агентства по связям общественностью «Фабрика мысли» (Екатеринбург). Был председателем регионального отделения партии садоводов (ликвидирована в 2020 году).
Занимался водным туризмом, был членом футбольной команды «Сборная мира» на Грушинском фестивале.
В сентябре 2021 года у В. Шадрина было диагностировано онкологическое заболевание — рак желудка. Лечение проводилось в Москве. Для сбора средств на лечение музыканта были проведены благотворительные концерты в Нижнем Тагиле и других городах. 19 октября Владислав Шадрин скончался. Прощание прошло в Екатеринбурге и Нижнем Тагиле.

## Дискография

### Сольно
- 2003 — Гитарная пристань[8].

- 2008 — МалоХИТовая шкатулка.
- 2010 — Перекрёстки дорог.
- 2011 — Люсь, открой!
- 2014 — Гринландия.

### В составе «Зелёной лампы»
- 2001. Дождь со снегом и т. п.
- 2011. Дуэт «Зелёная лампа». Два в одном.

### Участие в сборниках

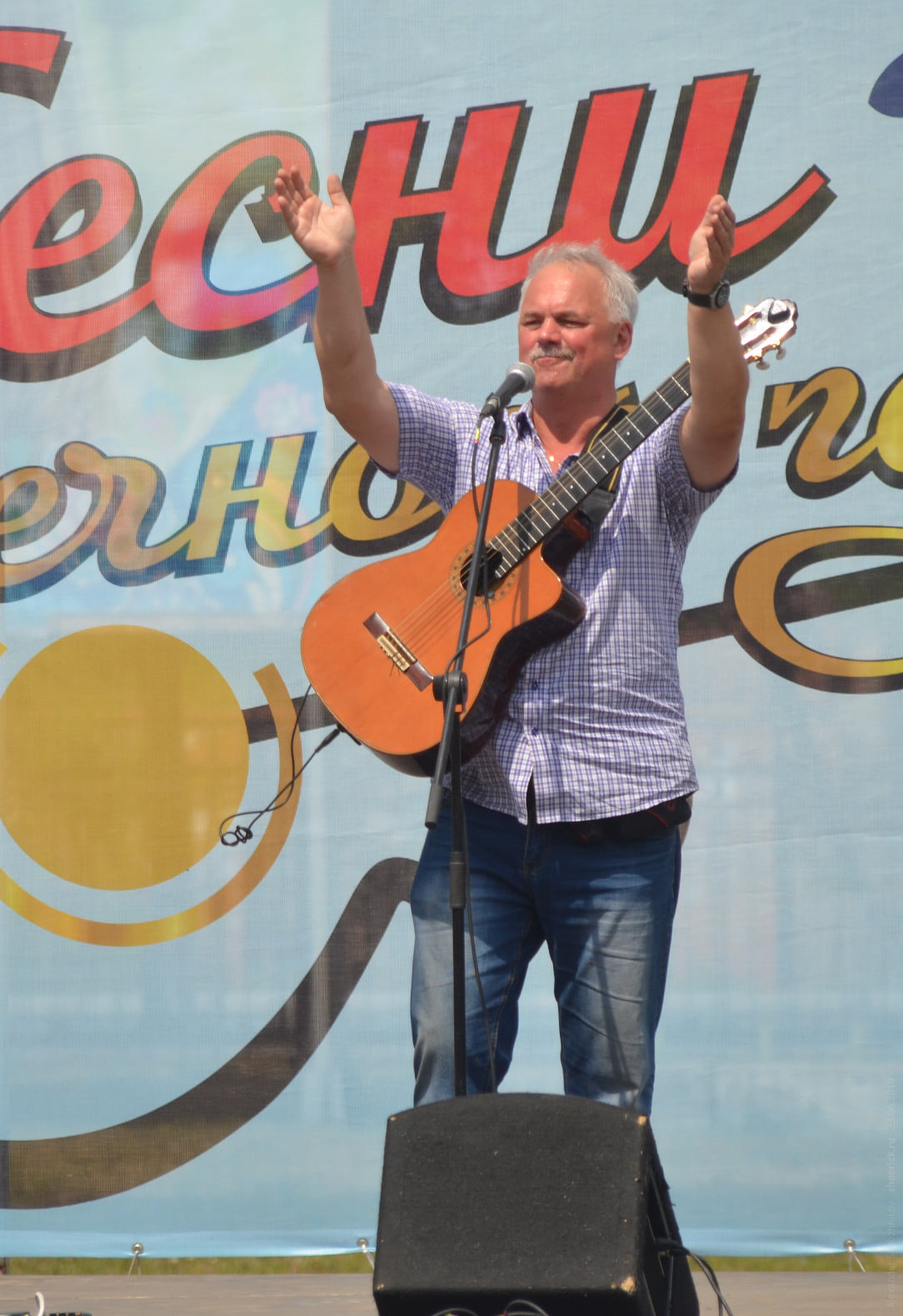
Владислав Шадрин на сцене фестиваля «Песни солнечного города» в 2019 году

- Приэльбрусье-2004.
- Приэльбрусье-2005.